# George Haines
George Freeman Haines (Tonawanda, 2 agosto 1921 – Bethlehem, 14 gennaio 2018) è stato un cestista statunitense, professionista nella NBL.

## Carriera
Giocò per una stagione nella NBL, disputando 26 partite con 5,6 punti di media.